# АЕС Рінґгальс
АЕС Рінґгальс (швед. Ringhals kärnkraftverk) — найбільша атомна електростанція Швеції, складається з чотирьох реакторів, з них три водно-водяних ядерних реактора і один киплячий ядерний реактор.
Розташована на півострові Варо, за 60 км на південь від Гетеборга, на узбережжі протоки Каттегат. Загальна потужність електростанції — 3899 МВт, генерує 28 млрд кВт·год електроенергії на рік, що становить 20 % всієї споживаної потужності в Швеції.
70 % акцій належить Vattenfall і 30 % — E.ON.

## Інформація про енергоблоки
| Енергоблок  | Тип реакторів | Потужність                  | Потужність | Початок будівництва | Підключення до мережі | Введення в експлуатацію | Закриття   |
| Енергоблок  | Тип реакторів | Чистий                      | Брутто     | Початок будівництва | Підключення до мережі | Введення в експлуатацію | Закриття   |
| ----------- | ------------- | --------------------------- | ---------- | ------------------- | --------------------- | ----------------------- | ---------- |
| Рінґгальс-1 | BWR           | 854 МВт                     | 893 МВт    | 01.02.1969          | 14.10.1974            | 01.01.1976              | 31.12.2020 |
| Рінґгальс-2 | PWR           | 813 МВт                     | 917 МВт    | 01.10.1970          | 17.08.1974            | 01.05.1975              | 30.12.2019 |
| Рінґгальс-3 | PWR           | одна тисяча сорок вісім МВт | 1102 МВт   | 01.09.1972          | 07.09.1980            | 09.09.1981              |            |
| Рінґгальс-4 | PWR           | 934 МВт                     | 981 МВт    | 01.11.1973          | 23.06.1982            | 21.11.1983              |            |

## Постачання тепловидільних збірок конструкції компанією АТ «ТВЕЛ»
У 2008 році між компаніями Vattenfall Nuclear Fuel AB і АТ «ТВЕЛ» почалися переговори про диверсифікацію постачання ядерного палива для реакторів АЕС Рінгхальс. За результатами переговорів у 2011 році був підписаний контракт на постачання в дослідну експлуатацію декількох збірок російського виробництва. За заявою президента АТ «ТВЕЛ» Ю. Оленіна збірки продовжують працювати на третьому блоці АЕС. Всі параметри в межах норми, відхилень немає.
14 грудня 2016 року АТ «ТВЕЛ» повідомив про підписання комерційного контракту на постачання паливних збірок «ТВС-Квадрат». Перші постачі цього палива намічені на 2021 рік.